# Игоревка (Сумская область)
Игоревка (укр. Ігорівка) — село, Бурынская городская община, Конотопский район, Сумская область, Украина.
Код КОАТУУ — 5920984102. Население по переписи 2001 года составляло 172 человека.

## Географическое положение
Село Игоревка находится на левом берегу реки Сейм, выше по течению примыкает село Клепалы, ниже по течению на расстоянии в 1,5 км расположено село Чумаково. На расстоянии в 5 км расположен город Бурынь. Река в этом месте извилистая, образует лиманы, старицы и заболоченные озёра. Рядом проходит железная дорога, ближайшие станции Путивль и Клепалы (4-5 км). Через село проходит автомобильная дорога Т-1908.

## История
На территории села обнаружено древнерусское поселение («Выгорево городище»), основание которого местная легенда связывает с именем новгород-северского князя Игоря Святославича.
В Российском государственном архиве древних актов в Москве хранится документ о переселении украинцев (черкас) в село Выгоревку (Игоревку) из Борыни и Новгородка-Северского:

Роспись 1722 года октября в 24 день по её Императорского величества в канцелярии указу свидетельства мужеска полу душ и расположения на полки Путивльского уезда Засемского стану деревни Выгоревки помещица вдова Евдокия Лукиянова жена Лихачева объявила при свидетельстве мужеска полу душ и расположения на полки сущую правду, кто в оной деревне за нею между русскими людьми на великороссийской земли живут черкас, а сколько дворов и хто имяны и сколько кому лет и что мужеска полу душ и кто откуда пришел и сколь давно, тому при сем роспись.
Во дворе ея помещицы в особой изьбе черкашенин Ельфим Родченков 30 лет, пришел из Путивльского уезда из села Борыни тому пять лет.
Во дворе Яким Васильев сын Попченок 40 лет, у него сын Мартын одного году, пришел из Новгородка-Северского тому два года.
Итого один двор, в нем мужеска полу душ итого три человека; а окроме вышеписаных черкас во оной деревне у нея Евдокии прописанных и утаенных нет. Ис оных черкас она Евдокия денежного доходу не получает, только пашут на нея пашню.
К сей росписи помещик Иван Наумов сын Мосолитинов вместо вдовы Евдокии Лукияновой жены Лихачевой, что она в сей росписи написала самую истиную, // не утая ни единой мужеска полу души и никаких, кроющихся от службы и пришлых нет. По ея прошении руку приложил 1722 октября 2 дня
— РГАДА, фонд 350, опись 2, №2723, лист 23/оборот

## Экономика
- Молочно-товарная ферма.